# Guiu de Thouars
Guiu de Thouars, mort el 13 d'abril de 1213 a Chemillé, tercer fill de Geoffroi IV, vescomte de thouars i d'Estimada de Lusignan. Va ser governador-regent del ducat de Bretanya de 1203 a 1206 en nom de la seva filla Alix.

## Matrimoni i posteritat
Es va casar Constància de Bretanya (1161 †1201), duquessa de Bretanya, vídua de Geoffroi II Plantagenet i en va tenir tres filles:
- Alix (1200 † 1221), futura duquessa de Bretanya.
- Caterina de Thouars (1/5 de setembre de 1201 † 1237/1240), dama d'Aubigné, casada el 1212 amb Andreu III de Vitré.
- Margarita de Thouars (1201 - 1216/20), que es va casar amb Jofré I de Rohan.[1]

El 1203, es va casar en segones noves amb Eustaqui de Chemillé del qual va tenir dos fills:
- Pere (1204-1248) senyor de Chemillé, casat amb Elionor de Porhoët.
- Tomàs (? - 1246).[2]

## Biografia
El 1203, va succeir, en qualitat de tutor de la seva fill Alix, com a regent, al seu gendre Artur I assassinat el 5 d'abril per Joan sense Terra.
Guy de Thouars va tenir un paper instrumental essencial en la conquesta de Normandia per França el 1204. Aquest fidel del rei Felip II de França es va llançar, mentre que aquest últim s'apoderava de la fortalesa de Château-Gaillard i després de Rouen, a l'assalt del Mont-Saint-Michel amb 400 llantxes; va haver de replegar-se abans d'haver pogut prendre per escalada l'abadia considerada inconquerible, i Guy de Thouars es va haver de conformar, després d'haver massacrat la població de la vila, amb iniciar un incendi que es va estendre a l'abadia. Tement per a la salvació de la seva ànima, el rei de França Felip August va fer donació d'immenses sumes de diners per reparar les destruccions del seu vassall que continuava la seva cavalcada de conquesta cap al Cotentin on va saquejar la catedral d'Avranches.
Va morir el 13 d'abril de 1213 i fou enterrat a l'abadia de Notre-Dame de Villeneuve, prop de Nantes, amb la seva esposa Constància. Desapareguts Alan I d'Avagour (pare d'Enric que va morir el 29 de desembre de 1212) i Guiu de Thouars, el rei Felip II de França va quedar en llibertat i va poder trencar el compromís del jove Enric d'Avaugour i d'Alix el mateix any, per unir la petita duquessa a Pere de Dreux, dit Pere Mauclerc, cosí del rei.